# Стар музей (Берлин)
Стар музей (на немски: Altes Museum) е една от забележителностите на Берлин, част от комплекса Музеен остров на Шпрееинзел. Създава се по нареждане на пруския крал Фридрих Вилхелм III. Архитектурният проект е на Карл Фридрих Шинкел. Строителството започва през 1825 г., музеят е открит през 1830 г. Неговата сграда се смята за образец на германския неокласицизъм. Понастоящем в музея са настанени Античната колекция и нумизматичен кабинет.

## История
В началото на 19. век средната класа в Германия все повече осъзнава своята значимост и започва да настоява закритите за публиката колекции на произведенията на изкуство да станат дъстъпни за всички граждани и те да имат възможност за цялостно културно образование. Пруският крал Фридрих Вилхелм III споделя този Хумболтов идеал за образование. През 1815 г. той придобива част от колекциите на италианската благородническа фамилия Джустиниани (Giustiniani), а през 1821 г. закупува картините на известния колекционер Едуард Соли (Edward Solly). Първоначално се мисли, експонатите да се подредят в една от разширените за целта постройки – многофункционалната сграда на ул. Брайтещрасе или Академията за изкуствата на ул. Унтер-ден-Линден. В крайна сметка кралят решава да се построи нов музей и възлага на Карл Фридрих Шинкел неговото проектиране. Строителството се контролира от комисия, създадена от краля и ръководена от Вилхелм фон Хумболт. Тя решава новата сграда да служи само за произведенията на високо изкуство. Според тогавашните представи това изключва етнографските, праисторическите и художествените предмети, намерени при разкопките в Близкия изток; по онова време по-голямата им част е изложена в двореца Монбижу.

### Построяване
Архитектурният проект на Шинкел се основава донякъде върху ескизите на престолонаследника, по-късно краля на Прусия Фридрих Вилхелм IV, който желае да се построи антична сграда, подобна на акропол. Престолонаследникът изпраща на Шинкел една своя нарисувана с молив скица, на която е изобразена сграда зад пространство с колони. Шинкел вгражда Кралския музей в строителния ансамбъл около парка Лустгартен. Замисълът е градският дворец на Хоенцолерн на юг да бъде символ на светската власт, сградата на арсенала на запад да представя войската, а тогавашната Берлинска катедрала на изток да олицетворява божествената сила. Музеят на север, който трябва да служи за просвещение и образование, става по този начин символ на науката и изкуството, а също и на гражданството, което е техният носител. Преди този проект Шинкел отговаря за трансформирането на бароковата архитектура на катедралата в неокласическа. Преустройството на Лустгартен от Петер Йозеф Лене (Peter Joseph Lenné), което се провежда паралелно с изграждането на Стар музей, също до голяма степен се основава на идеите на за създаване на цялостен ансамбъл.
Шинкел предварително изучава сградите на големите музеи в Лондон и Париж. Около 1822/1823 той разработва план за музей от северната страна на Лустгартен. За целта се провеждат сложна подготвителна работа, тъй като на избраното място има ров, свързващ канала Купферграбен с реката Шпрее. За укрепване на фундамента в земята се забиват около 3000 кола от борова дървесина. Изграждането на музея започва едва през 1825 г. и продължава до 1828 г. Открива се на 3 август 1830 г. (според друг източник на 1 април 1830 г.). От откриването си до 1845 г. известен е с името „Музей“ или „Кралски музей“. Първоначално в него се помещават експонатите на Картинната галерия.

### Разрушаване и възстановяване
По време на националсоциализма музеят служи като декор за пропагандни мероприятия, които се провеждат както в самата сграда, така и на територията на превърнатия в плац Лустгартен. По време на Втора световна война, при въздушните нападения на съюзническите сили през 1941 и 1943 г., сградата на музея се разрушава от попадналите бомби. На 8 май 1945 г. музеят изгаря от експлозията на паркирания до него автомобил с боеприпаси.
Стар музей е първият на Музеен остров, който се възстановява след войната. Реставрацията продължава с години – от 1951 г. до 1966 г. – и като цяло резултатът е близък до оригинала на Шинкел. Малките остатъци от стенописите, разработени от Шинкел и изпълнени от Петер Корнелиус, са премахнати от стената на колонната галерия и стълбището, а също и от построения през 1844 г. преход към Нов Музей. Живописната украса на ротондата се възстановява по ескизите на Шинкел през 1982 г. Реконструкцията на таваните на изложбените зали на приземния етаж, които са до вътрешния двор, и на някои колони не се провежда.

## Външен изглед
Архитектурните очертания на сградата на музея следват античните гръцки канони на строителството, като по този начин се въплощава коренящата се във философията на Просвещение идея за музей като образователна институция. Ротондата следва примера на римския Пантеон и подчертава сакралното измерение на музея като храм на изкуството.
Сградата на музея е двуетажна, стои на пиедестал и е с дължина 87 метра и ширина 55 метра. Има кубична форма, плосък покрив и външна галерия, оградена от 18 колони в йонийски стил. Залата между двата ъглови пиластра се отваря към парка Лустгартен. На антаблемана на залата, над колоните са орли, изработени от пясъчник. Четирите колони на стълбището, 18-те към Лустгартен и пиедесталът са от пясъчник от месторожденията в Саксония от епохата на креда, стъпалата са от залежите на гранодиорит в Саксония от докамбрийски период. Отпред на сградата има дарствен надпис на латински: FRIDERICVS GVILHELMVS III. STVDIO ANTIQVITATIS OMNIGENAE ET ARTIVM LIBERALIVM MVSEVM CONSTITVIT MDCCCXXVIII (Фридрих Вилхелм III дари този музей през 1828 г. за изучаването на антиките от всякакъв вид и на либералните изкуства).

### Декоративни фигури
Концепцията на Шинкел включва поставянето на големи конни статуи по страните на външните стъпала. От дясната страна се намира статуя, изработена през 1842 г. от скулптура Август Кис (August Kiß) и изобразяваща амазонка на кон, която отразява нападение на пантера. Статуята от лявата страна на стълбата се поставя едва през 1861 г. Тя е направена от Алберт Волф (Albert Wolff) по ескиз на Кристиан Даниел Раух и изобразява конник, готов да прониже със своето копие лъв. И двете статуи са от бронз. От двете страни на ротондата се намират две скулптурни групи на коне и хора на Фридрих Тик (Friedrich Tieck) (1828), зад нея са две скулптури на групи крилати коне на Хюго Хаген (Hugo Hagen) и Херман Шивелбайн (Hermann Schievelbein) (1861).

### Стенописи
Основното произведение на Шинкел в качеството му на художник представлява поредица от стенописи за външната галерия. Те са включени в първите ескизи на музея още през 1823 г. Проектът се осъществява от 1841 до около 1870 г. и стенописите покриват стените по цялата дължина на галерията и на горното стълбище. От ескизите за тях, направени от самия Шинкел, днес са запазени само два и те се намират в Берлинския гравюрен кабинет. Стенописите са изпълнени от Петер фон Корнелиус (Peter von Cornelius). Според замисъла на Шинкел те имат важно значение, тъй като чрез тях се разкрива функцията и значението на музея.

## Вътрешно разпределение

### Ротонда
Изложбените зали на сградата са групирани около двата вътрешни двора, а в центъра е разположена ротондата. Тя се осветява от светлина, падаща от тавана, висока е 23 метра и има кръгова галерия, поддържана от 20 коринтски колони. За образец е използван римският Пантеон и подобно на него ротондата има купол, украсен с правоъгълни цветни панели. Между колоните се разполагат статуи. Първоначално по средата на ротондата трябваше да стои голяма гранитна чаша, но диаметърт ѝ от 6,91 m се оказва твърде голям, поради което идеята не се осъществява.
От ротондата се вижда статуята на молещото се момче, намираща се в изложбената зона „Гръцко изкуство/Шедьоври - човешкият образ на гръцката класика“. Статуята е от лятната резиденция на Фридрих Велики в Потсдам и първоначално е поставена в перголата на двореца Сансуси по такъв начин, че кралят да я вижда в градината от библиотеката и кабинета си. Фридрих Велики още през 1742 г. придобива в Париж една от най-големите частни сбирки от антики на 18. век – колекцията на кардинала Мелхиор дьо Полиняк – и я пренася в Берлин. След време колекцията става основен фонд на берлинските музеи.

### Стълбище
Стълбището е с две крила, паралелни на фасадата на музея. Особеният му чар се дължи на факта, че, закрито отпред само от колони, се явява едновременно и вътрешно, и външно съоръжение. Шинкел чрез стафаж в скицата на стълбището илюстрира своята визия за ролята на музея: музеят предоставя материал за непосредствено съзерцание и обучение (групата на баща и син, отляво), а също, по възможност, и за по-нататъшно обмисляне и обсъждане (двама мъже в диалог, отдясно).

## Колекции
Според първоначалната идея музеят се създава за всички берлински колекции на високото изкуство. От 1904 г. тук се помещава Античната колекция. През 1942 г. тя е изнесена от музея. До края на Втората световна война помещенията на музея служат като склад за мебели. След реконструкцията на сградата тук отново се подреждат експонатите на Античната колекция. Те се намират на основния етаж. Вторият етаж е предоставен за временни изложби. В периода между август 2005 г. до отварянето на Нов музей през октомври 2009 г. тук се показват експонатите на Египетски музей. От юли 2010 г. на този етаж са представени етруските и римските колекции. В музея се намира и нумизматичният кабинет (Münzkabinett).